# Feriga comună
Feriga comună  (Dryopteris filix-mas) este o  plantă medicinală, erbacee, perenă, din familia Dryopteridaceae, cu frunze mari, dublu penat divizate, pe spatele cărora se găsesc sporangi cu spori, acoperiți de induzie. Rizomul este orizontal, gros de circa 25 cm. Este comună în pădurile montane și subalpine din România.
Alte denumiri populare: barba-ursului, făliuță, feligă, feregă, ferice, firică, filiuță, iarba-șarpelui, limba-cerbului, limba-șarpelui, năvalnic, spasul-dracului, spata-dracului.

## Răspândire și ecologie
Feriga comună este răspândită prin pădurile montane și de dealuri din Europa, Asia, Madagascar, America.
În România este comună în regiunea inferioară a munților până la etajul subalpin din întreg lanțul carpatic, crescând în pădurile de foioase, tufărișuri, locuri umbrite, buruienișuri de depresiune, este sporadică în molidișuri.
Feriga este o plantă: 
- cosmopolită -  are o largă răspândire geografică în mai multe zone climatice și biogeografice;
- mezohidrofită – este răspândită în regiunile cu exces de umiditate;
- mezotermă -  este răspândită în zona temperată;
- eurionică (amfitolerantă) -  suportă mari  variații în reacția chimică a solului sau reacția ionică a apei;
- hemicriptofită - organele de reînnoire (înmulțire) se formează la nivelul suprafeței solului, iar părțile aeriene pier odată cu venirea iernii;
- preferă solurile cu regim de umiditate, reavăn până la jilav, fiind o plantă indicatoare a umidității solurilor.[2]

## Morfologia

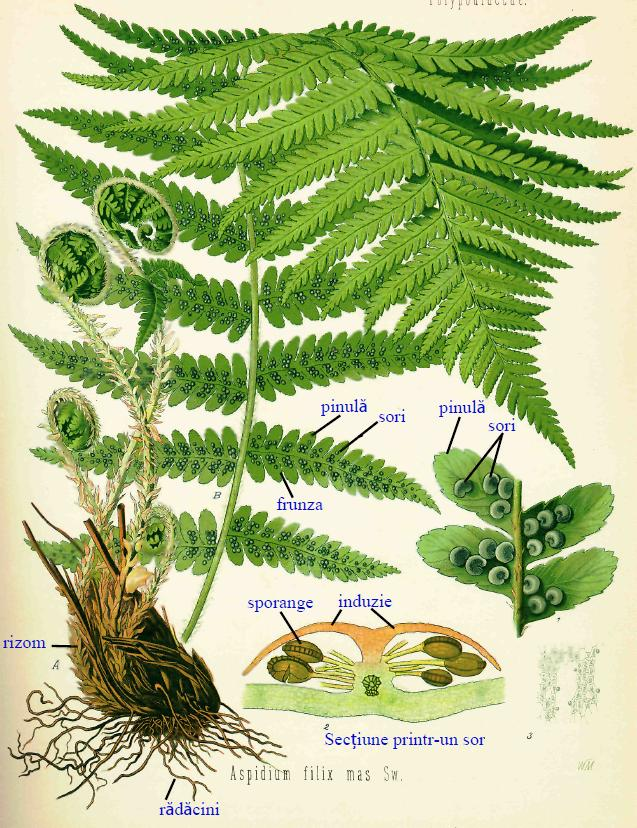
Feriga comună. Morfologie. Ilustrație din Köhler's Medizinal-Pflanzen, 1887

Tulpina este un rizom gros, subteran, lung până la 30 cm, oblic-ascendent. El este acoperit cu resturi de pețioluri din anii precedenți, în formă de solzi bruni și este fixat prin numeroase rădăcini firoase, negricioase, adventive. Structura rizomului este polistelică, formată  din fascicule în număr variabil, inegale și turtite, având lemnul în centru, înconjurat de liber, dispuse în așa fel încât alcătuiesc împreună o formă cilindrică întreruptă. Nu apare niciodată cambiu și ca o consecință nici îngroșări secundare nu se formează.
Frunzele cresc în fiecare primăvară din rizom și la început sunt răsucite în formă de spirală sau cârjă (circinate, scorpioide), iar mai târziu se întind și se desfac apărând un pețiol și o lamină dublu penat divizată. Frunze mature sunt mari, până la 140 cm lungime. Pețiolul (codiță) frunzei de 30 cm, este acoperit cu palee membranoase, brun-roșcate și cu lamina dublu-penat-sectată. Segmentele primare ale frunzei sunt în număr de 15-30 de fiecare parte. Pinule (rămurele sau segmente secundare ale frunzelor) sunt oblong-ovate, dințate pe margini, cu vârful rotunjit. Pe dosul frunzelor în timpul verii apar grupuri de sporangi, numite sori.

## Înmulțirea
Ferigile posedă două generații heteromorfe independente, care se succed în mod obligatoriu: sporofitul (generația asexuată) și gametofitul (generația sexuată). Sporofitul diploid reprezintă feriga propriu-zisă, cu rădăcină, tulpină și frunze, pe care se formează sporangii cu spori. Toate celulele corpului au numărul de cromozomi dublu, iar la formarea sporilor are loc meioza prin care numărul lor se reduce la jumătate, deci ei sunt haploizi. Sporii maturi se desprind de plantă, cad la pământ și germinează, dar nu formează o nouă ferigă. Din spor se naște o plantă mică, numită protal, cu totul diferită de sporofit. Protalul duce o viață independentă de ferigă, este haploid și formează anteridii și arhegoane. Prin urmare protalul, generația gametofitică, este totdeauna mult mai mic decât sporofitul.
Sporangele (organ în care se dezvoltă sporii) este lenticular și poartă un inel longitudinal, format din celule mecanice îngroșate, în chip de potcoavă (în secțiune). Acest inel nu înconjoară întregul sporange ci lasă o porțiune liberă, de unde la maturație se rupe, datorită tensiunii născute din cauza uscării și contracției celulelor sale. Țesutul sporogen din interiorul sporangelui dă naștere la spori, care sunt în număr enorm de mare. O singură plantă produce zeci de milioane de spori identici între ei. Sporangii apar în timpul verii pe dosul frunzelor în grupuri, numite sori. Toți sporangii se prind de porțiunea mai dilatată a unui picioruș (placentă) care se prelungește în sus și formează induzia, care este o excrescență sau membrană reniformă epidermică care acoperă și protejează sorii.
Protale sunt verzi, în formă de inimă, care ajung cel mult la un cm lățime, cu o știrbitură, în partea mai lată și se formează pe pământ din spori. Protalul este turtit, având un parenchim cu clorofilă. De pe fața inferioară lipită de pământ, pleacă rizoizi pentru fixare. Pe fața inferioară a protalului se formează de asemenea organe de reproducere: arhegoane cu oosferă și anteridii cu anterozoizi; ele sunt separate, anteridiile se află răspândite printre rizoizi, iar arhegoanele pe partea liberă mai mult pe lângă știrbitura protalului.
Anteridiile sunt organe de înmulțire în care se formează anterozoizii (celulele sexuale masculine). Anterozoizii, eliberați în număr mare de fiecare anteridie, sunt răsuciți în spirală și poartă în partea anterioară numeroși cili. Pe fața inferioară, dinspre sol, a protalului se menține apa, fiind protejată contra evaporării, astfel încât anterozoizii ieșind din anteridie pot înota până la arhegoane.
Arhegonul este organul reproducător feminin, pluricelular, în care se formează oosfera, gametul feminin imobil. Oosferele se află câte una într-un arhegon, așezată în partea bazală, cufundată în țesutul protalului. Prin gâtul arhegonului, aplecat înspre protal, iese un mucilagiu, prin care străbat anterozoizii până la oosferă pe care unul singur din ei o va fecunda.
Oosfera în urma fecundației, devine oul ferigii. Oul nutrit de protal se dezvoltă într-un embrion. Cu timpul embrionul devine o plantulă, constituită dintr-o rădăciniță, o tulpiniță și o frunzișoară verde. La început planta este prinsă, ca și embrionul plantelor cu sămânță de protal, adică de țesutul nutritiv, dar curând după înverzire formându-și frunze și rădăcină, trăiește independentă, iar protalul piere.
Prin urmare sporofitul acestei plante, feriga, este viguros și peren, pe când gametofitul este mic și cu viață de scurtă durată.

## Compoziție chimică
Rizomii de ferigă conțin principii active derivate din floroglucinol aflat în diferite stadii de condensare, denumite global filicină. Rizomul și frunzele conțin acid α și β flavaspidic, acid filicic, ulei volatil, ulei gras, format din esteri ai acidului butiric cu alcool octilic și hexilic, tanin,  aspidinol, aspidină, paraaspidină, albaspidină, floroglucină etc.

## Întrebuințarea în medicină
În trecut, extractele din rizomi de ferigă (Extractum filicis) figurau în multe farmacopei, fiind utilizate în medicina umană și veterinară pentru combaterea viermilor intestinali și în special împotriva teniei. După administrarea dozelor terapeutice, se administra un purgativ, de obicei ulei de Ricin. Astăzi s-a renunțat la această recomandare din cauza toxicității rizomului și a reacțiilor adverse frecvente. 
Substanțele active din rizom paralizează musculatura netedă a celor mai multe specii de tenie, dar și a altor specii de viermi ce parazitează intestinul (Ankylostoma, Ascaris, Bothriocephalus).

## Toxicitate
Rizomii de ferigă sunt toxici în perioada de încolțire. Conservarea îndelungată a drogului și administrarea cu un purgativ uleios îi mărește toxicitatea. Intoxicația se manifestă prin greață, vomă, colici abdominale, diaree, enterite hemoragice, icter, midriază până la amauroză, aritmie cardiacă, dispnee, stări convulsive, paralizii. În cazuri acute apar dureri de cap, amețeală, halucinații, orbire, afecțiuni cardiace și renale.